# Báthory Orsolya (rendező)
Báthory Orsolya (Budapest, 1969. július 6. –) magyar rendező, szinkronrendező, szinkronszínész.

## Életpályája
1987-ben érettségizett az ELTE Radnóti Miklós Gyakorló Gimnáziumban. 1992-ben diplomázott a Színház- és Filmművészeti Főiskola TV szerkesztő-rendező szakán. 10 éves kora óta szinkronizál, valamint szinkronrendezőként dolgozik.

## Fontosabb szinkronrendezései
- Laputa – Az égi palota (天空の城ラピュタ – 1986)
- Túlélni Picassót (Surviving Picasso – 1996)
- Latin vér (Il ciclone – 1996)
- Alul semmi (The Full Monty – 1997)
- Szigorúan bizalmas (L.A. Confidential – 1997)
- Az élet sója (A Life Less Ordinary – 1997)
- Gattaca (Gattaca – 1997)
- Intim részek (Private Parts – 1997)
- A Ravasz, az Agy és két füstölgő puskacső (Lock, Stock and Two Smoking Barrels – 1998)
- Ronda ügy (Very Bad Things – 1998)
- Torrente, a törvény két balkeze (Torrente, el brazo tonto de la ley – 1998)
- A fiúk nem sírnak (Boys Don’t Cry – 1999)
- Harcosok klubja (Fight Club – 1999)
- Mátrix (The Matrix – 1999)
- Blöff (Snatch. – 2000)
- Titokzatos folyó (Mystic River – 2003)
- Melquiades Estrada három temetése (The Three Burials of Melquiades Estrada – 2005)
- A rózsaszín párduc (The Pink Panther – 2006)
- A bakancslista (The Bucket List – 2007)
- Persepolis (Persepolis – 2007)
- Trópusi vihar (Tropic Thunder – 2008)
- Ananász expressz (Pineapple Express – 2008)
- Cloverfield (Cloverfield – 2008)
- Gettómilliomos (Slumdog Millionaire – 2008)
- Micmacs – (N)agyban megy a kavarás (Mic Macs à Tire-Larigot – 2009)
- A rózsaszín párduc 2. (The Pink Panther 2 – 2009)
- Coraline és a titkos ajtó (Coraline – 2009)
- Pippa Lee négy élete (The Private Lives of Pippa Lee – 2009)
- Zombieland (Zombieland – 2009)
- Gru (Despicable Me – 2010)
- Fifti-fifti (50/50 – 2011)
- Rango (Rango – 2011)
- 21 Jump Street – A kopasz osztag (21 Jump Street – 2012)
- Django elszabadul (Django Unchained – 2012)
- Ted (Ted – 2012)
- True Detective – A törvény nevében (True Detective 1-4. évad – 2014-2024)
- 22 Jump Street – A túlkoros osztag (22 Jump Street – 2014)
- Bazi nagy francia lagzik (Qu’est-ce qu’on a fait au Bon Dieu? – 2014)
- Aljas nyolcas (The Hateful Eight – 2015)
- A homár (The Lobster – 2015)
- Nyomd, Bébi, nyomd! (Baby Driver – 2017)
- Wilson (Wilson – 2017)
- A nagy pénzrablás (La casa de papel 1-5. évad – 2017-2021)
- Escobar (Loving Pablo – 2017)
- Zombieland 2. – A második lövés (Zombieland: Double Tap – 2019)
- Bazi nagy francia lagzik 2. (Qu’est-ce qu’on a encore fait au bon Dieu? – 2019)
- A rezervátum kutyái (Reservation Dogs 1-2. évad – 2021-2022)
- Út a díjesőig (Competencia oficial – 2021)

## Utószinkron-rendezései
- Fehér tenyér (2006, rendező: Hajdu Szabolcs)
- Taxidermia (2006, rendező: Pálfi György)
- Lányok (2007, rendező: Faur Anna)
- Márió, a varázsló (2008, rendező: Almási Tamás)
- A repülés története (2009, rendező: Kenyeres Bálint)
- Puskás Hungary (2009, rendező: Almási Tamás) – magyar és angol verzió
- Csak a szél (2012, rendező: Fliegauf Benedek)
- Hurok (2016, rendező: Madarász Isti)
- Ruben Brandt, a gyűjtő (2018, rendező: Milorad Krstić)
- A feleségem története (2021, rendező: Enyedi Ildikó)
- Magasmentés (2023, rendező: Fésős András)

## Filmrendezései
- Kell egy hét együttlét (1993 – dokumentumfilm, rendező és szerkesztő)
- Bájkerek (1994 – dokumentumfilm, rendező és szerkesztő)
- Szikkadt (1996 – dokumentumfilm, rendező és szerkesztő)
- Antik (2005 – kisjátékfilm, rendező és forgatókönyvíró)
- Napközi – Töredékek a demenciáról (2022 – kisjátékfilm)

## Fontosabb szinkronszerepei
- Gigi – Gigi (Leslie Caron)
- Házibuli – Pénélope Fontanet (Sheila O’Connor)
- Házibuli 2. – Pénélope Fontanet (Sheila O’Connor)
- Ford Fairlane kalandjai – Melodi (Kari Wuhrer)
- Férjek és feleségek – Rain (Juliette Lewis)
- Vonzások és állatságok – Abby (Janeane Garofalo)
- Vészhelyzet (tévésorozat) – Abby Lockhart (Maura Tierney)
- A viszony (tévésorozat) – Helen Solloway (Maura Tierney)

## Egyéb munkái
- Pierrot show (Budapest Bábszínház, 1992 – rendező)
- Konyec – Az utolsó csekk a pohárban (2007, rendező: Rohonyi Gábor) – second unit director
- A meghívott ismeretlen (hangjáték, Magyar Rádió, 2010 – rendező)
- Az üveganya (hangjáték, Magyar Rádió, 2011 – rendező)
- MOL – Rising Star reklámszpot (2014 – rendező)
- szpotok Nyáry Krisztián Igazi hősök című könyvéhez (2014 – rendező és szerkesztő)
- előzetesek a Radnóti Miklós Színház előadásaihoz (2018-2020 – rendező)
- Kortárs felbeszélések (hangoskönyv, 2020 – rendező)
- Szerhij Zsadan: A diákotthon (hangoskönyv, 2023 – rendező)
- Irene Solà: Gátak (hangoskönyv, 2023 – rendező)

## Díjai
- 2005: FIKE, Évora International Short Film Festival – Organization Award (az Antik című kisjátékfilmért)
- 2006: Filmkultúra-díj (az Antik című kisjátékfilmért)
- 2006: Festival International du Film d’Aubagne – Prize for the Best Fiction (az Antik című kisjátékfilmért)